# Fesol negre

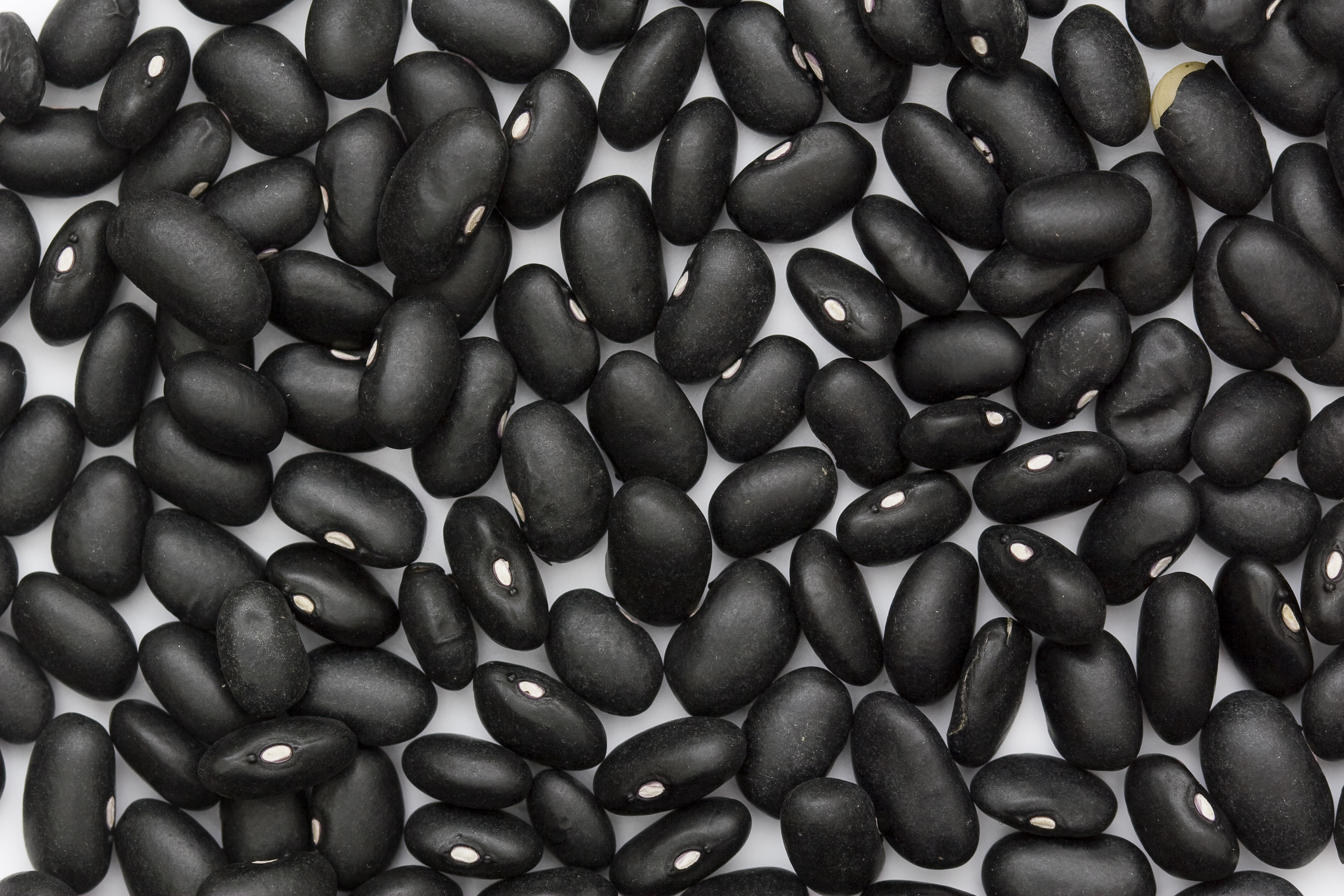
Fesol negre

El fesol negre o mongeta negra, en anglès: Black turtle bean o simplement, black beans, és una varietat petita del fesol o mongeta (Phaseolus vulgaris) que és especialment popular a la gastronomia llatinoamericana (frijol negro, zaragoza, judía negra, poroto negro, caraota o habichuela negra o feijão preto), però que també es troba a la Louisiana, en la gastronomia cajun i Creole, i al Panjab. De vegades aquest nom fa referència a una altra espècie, Vigna mungo.
Aquesta varietat de fesol té una textura densa i carnosa que la fa popular en plats vegetarians com els frijoles negros i en els burritos. Al Brasil és molt popular i es fa servir en el seu plat nacional, la feijoada. També és popular com ingredient d'una sopa (sopa negra) resultat de l'ebullició d'aquestes mongetes.
La coberta d'aquestes llavors conté antocianina en quantitats de 0−2,78 mg/g.

## Subvarietats del fesol negre
- Black Magic
- Blackhawk
- Domino
- Nighthawk
- Valentine
- Zorro